# Ramona (Argentinië)
Ramona is een plaats in het Argentijnse bestuurlijke gebied Castellanos in de provincie Santa Fe. De plaats telt 1.751 inwoners.